# Sticky-Platelet-Syndrom
Das Sticky-Platelet-Syndrom (Syndrom der klebenden Plättchen) ist ein  thrombozytäres Hyperaggregationssyndrom aus der Gruppe der hereditären Thrombophilien. Durch eine übermäßige Reagibilität der Blutplättchen untereinander kommt es zu einer starken Verklumpung (Thrombozytenaggregation), was eine Risikoerhöhung für Gefäßverschlüsse bedingt.

## Ursache
Durch das gehäuft familiäre Auftreten des Syndroms wird eine genetische Ursache mit autosomal-dominantem Erbgang angenommen. Die genaue Ursache ist noch nicht bekannt.

## Häufigkeit
Das Syndrom tritt oft in Kombination mit anderen Thrombophilien auf, etwa einer Faktor-V-Leiden-Mutation oder einer Hyperhomozysteinämie. Es kann häufig bei Menschen mit einer tiefen Beinvenenthrombose, peripherer arterieller Verschlusskrankheit, koronarer Herzerkrankung, Transitorisch-ischämischer Attacke (TIA) und bei gut der Hälfte aller Patienten mit Verschlüssen der Netzhautgefäße im Auge diagnostiziert werden.

## Diagnostik
Die Untersuchung auf das Sticky-Platelet-Syndrom ist nur möglich, wenn der Patient gerade nicht mit einem Thrombozytenaggregationshemmer wie z. B. ASS behandelt wird. Ist diese Voraussetzung gegeben, kann innerhalb der ersten dreieinhalb bis vier Stunden nach einer Blutabnahme das Syndrom mittels einer Funktionsanalyse der Blutplättchen im Rahmen eines Thrombozytenaggregationstestes (Thrombozytenaggregometrie) festgestellt bzw. ausgeschlossen werden. Für die Diagnose aussagekräftig ist die Feststellung einer Hyperreaktivität der Thrombozyten mit unproportional beschleunigter Maximalaggregation bei Anwendung der Stimulanzien L-Epinephrin und Adenosindiphosphat.

## Folgen
Menschen mit dem Sticky-Platelet-Syndrom haben ein erhöhtes Risiko für venöse, arterielle und cerebrovaskuläre Gefäßverschlüsse (Thromboembolien).
Auch gibt es Anhaltspunkte dafür, dass pectanginöse Beschwerden in angiographisch unauffälligen Herzkranzarterien oft auf das Syndrom zurückgeführt werden können.
Beim Vorliegen des Sticky-Platelet-Syndroms kann es unter Therapie mit Marcumar zu thromboembolischen Komplikationen kommen, sodass die Behandlung mit einer Kombinationstherapie aus Marcumar und einem Thrombozytenaggregationshemmer weitergeführt werden muss.
Bei der Familienplanung kann es zu Beeinträchtigungen wie Fehlgeburten oder ungewollter Kinderlosigkeit kommen.
Nach einer Nierentransplantation muss beim Vorliegen des Sticky-Platelet-Syndroms beim Patienten mit einem erhöhten Risiko für eine Transplantatdysfunktion und thromboembolische Komplikationen gerechnet werden.

## Behandlung
Das Sticky-Platelet-Syndrom wird mit Thrombozytenaggregationshemmern behandelt. Meist wird in niedriger Dosierung Acetylsalicylsäure (ASS) eingesetzt, was zu einer Dämpfung der Hyperaggregabilität führt und damit ein übermäßiges Verklumpen verhindert.
Etwa einen Monat nach Therapiebeginn sollte erneut ein Thrombozytenaggregationstest gemacht werden, um den Behandlungserfolg zu überprüfen und gegebenenfalls die Dosierung des Medikaments anzupassen.

## Geschichte
Das Syndrom wurde erstmals 1983 unter wissenschaftlichen Gesichtspunkten von Eberhard F. Mammen u. a. beschrieben.